# Numere prime gemene

Un număr prim geamăn este un număr prim care este cu 2 mai mic sau cu 2 mai mare  decât un alt număr prim - de exemplu, este un membru al perechii de numere prime gemene (x, x+2) (în care x și x+2 sunt numere prime). Uneori, termenul prim geamăn este folosit pentru o pereche de numere prime gemene; un nume alternativ pentru acest termen este jumătate primă sau pereche primă. Numărul mai mic dintr-o pereche de numere prime gemene se numește și prim Chen.
Două numere impare consecutive, ambele numere prime, se numesc numere prime gemene.
Numerele prime gemene devin din ce în ce mai rare pe măsură ce se examinează intervale mai mari. Totuși, nu se știe dacă există un număr infinit de primi gemeni, în prezent această problemă rămâne nerezolvată.
Primele numere prime gemene:
(3, 5), (5, 7), (11, 13), (17, 19), (29, 31), (41, 43), (59, 61), (71, 73), (101, 103), (107, 109), (137, 139), (149, 151), (179, 181), (191, 193), (197, 199), (227, 229), (239, 241), (269, 271), (281, 283), (311, 313), (347, 349), (419, 421), (431, 433), (461, 463), (521, 523), (569, 571), (599, 601), (617, 619), (641, 643), (659, 661), (809, 811), (821, 823), (827, 829), (857, 859), (881, 883)
Perechiile de numere gemene, cu excepția primei perechi (3, 5), pot fi redate sub forma {\displaystyle 6n\pm 1,}. Pentru n=1 perechea este (5, 7), pentru n=100 perechea este (599, 601).
Pentru n=4 nu este redată nici o pereche de numere prime gemene. Această formulă este valabilă dar nu pentru orice n.